# Marktkirche St. Cosmas und Damian (Goslar)

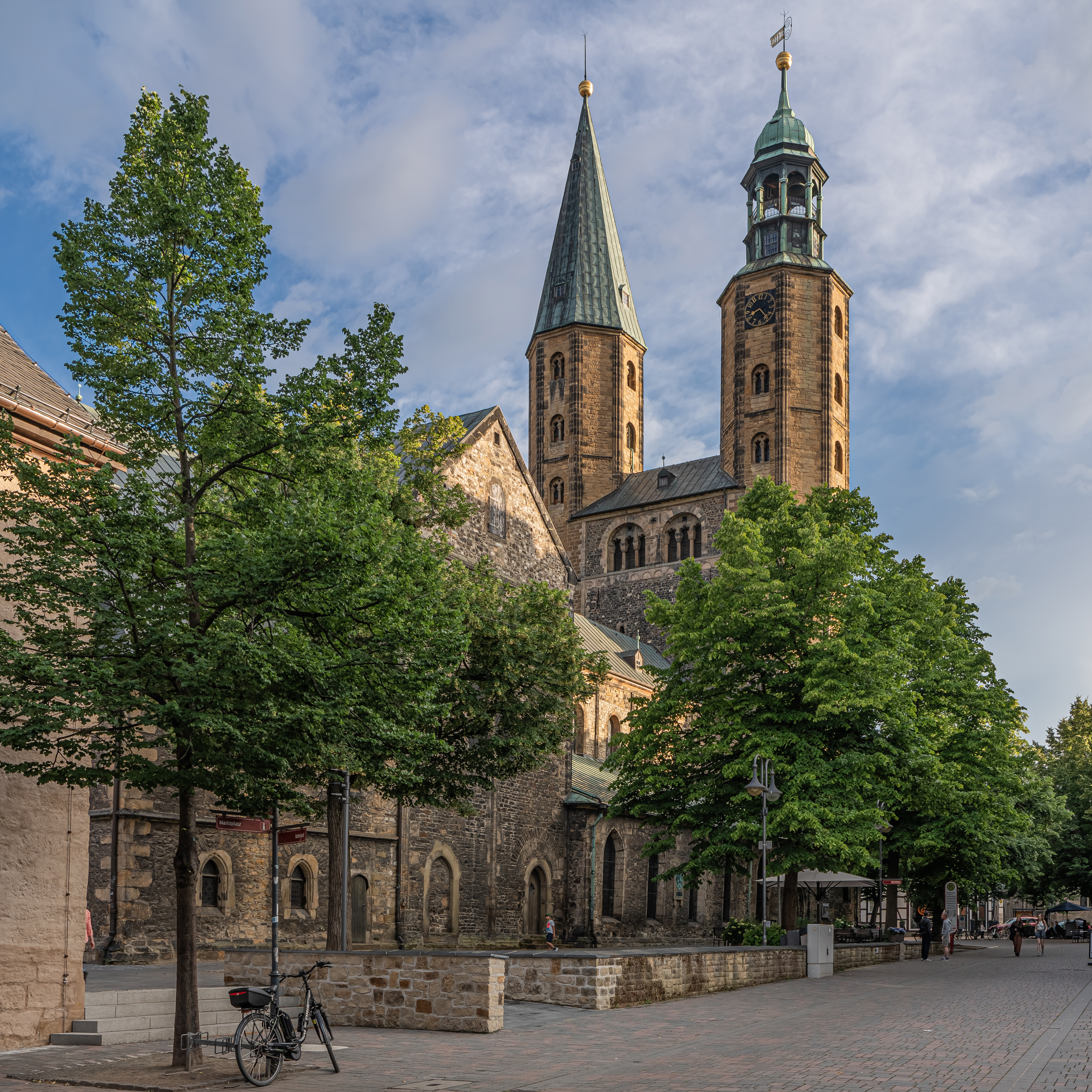
St. Cosmas und Damian

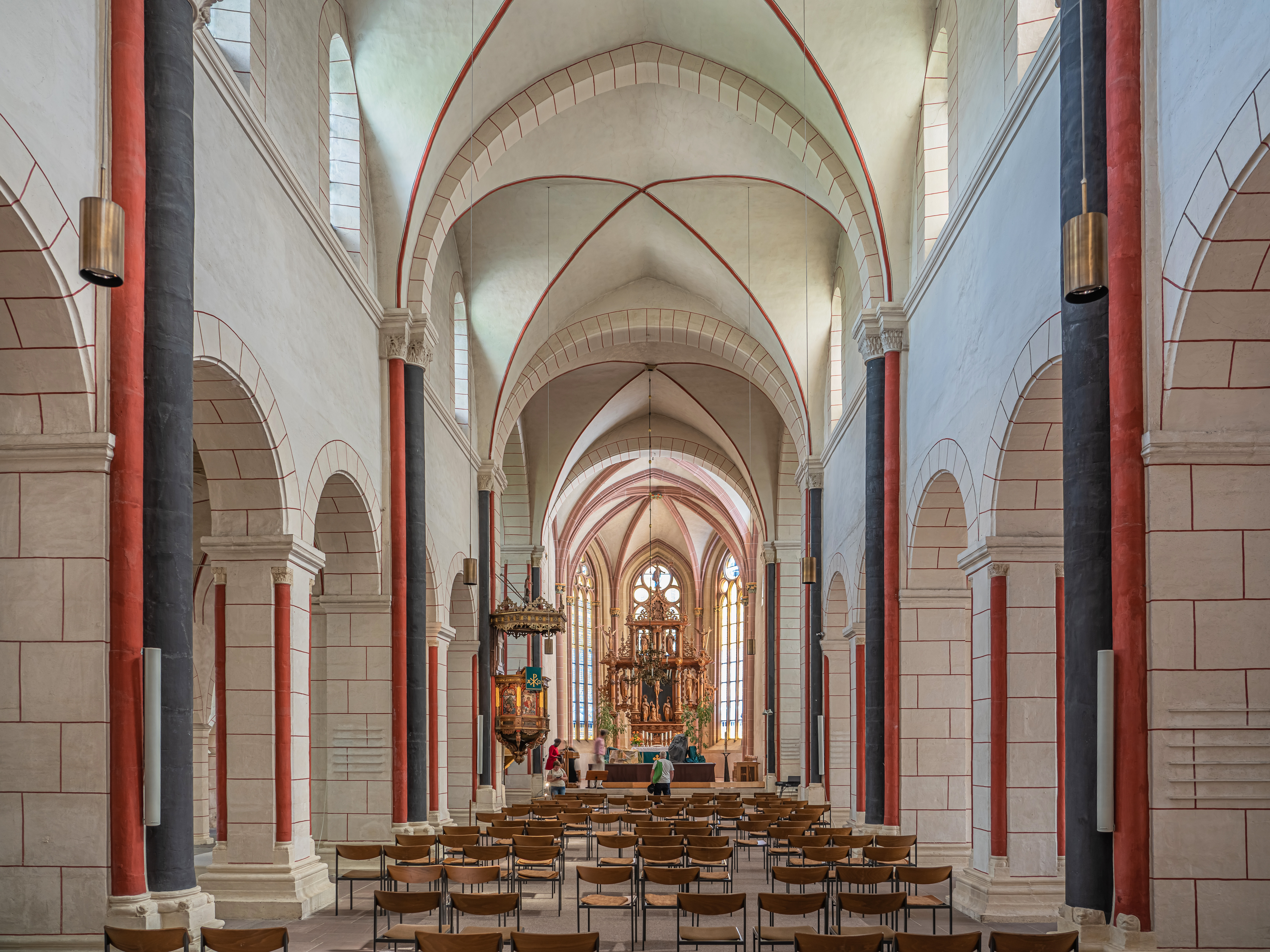
Innenraum

Die Marktkirche St. Cosmas und Damian ist ein evangelisch-lutherisches Kirchengebäude im Zentrum der Altstadt von Goslar. Sie ist die Rats- und Hauptpfarrkirche der Stadt und ist benannt nach den Heiligen Cosmas und Damian.

## Geschichte
Die Marktkirche („ecclesia forensis“) wird erstmals im Jahre 1151 urkundlich erwähnt. Die Ursprünge des heutigen Kirchenbaus reichen zurück in das 11. Jahrhundert, wo bereits ein Vorgängerbau bestanden haben muss. Dieser war dem Hl. Nikolaus von Myra geweiht; es handelte sich dabei wohl um eine romanische, dreischiffige Pfeilerbasilika mit Querschiff und Vierung.
Von dieser romanischen Kirche stammt wahrscheinlich der heutige Westriegel der Marktkirche, der mit seinen beiden Türmen gewissermaßen wie eine Burg aufragt. Die beiden Türme sind nahezu gleich hoch (Nordturm: 66 m, Südturm 65,4 m). Der Nordturm in seiner heutigen Gestalt wurde 1593 nach einem Brand (1589) als eine „offene Laterne“ mit einer welschen Haube errichtet. Darin befindet sich eine Türmerstube. In der Nacht vom 14. zum 15. Juli 1844 fielen das Kirchendach und beide Türme einem Großbrand zum Opfer, ebenso die Glocken. Nach erfolgtem Wiederaufbau konnte die Kirche 1849 erneut eingeweiht werden.
Im Mittelteil des Westriegels befindet sich die Glockenstube. Dort hängen drei Glocken aus dem Jahre 1848 mit den Tönen ges°, as° und c´. Die größte mit dem Namen Johanna wiegt 6,8 Tonnen, hat einen Durchmesser von 2,21 m und ist eine der größten Glocken Niedersachsens. Die zweite Glocke hat den Namen Christina, die dritte den Namen Paulina. In der offenen Laterne des Nordturms hingen bis 2016 je eine eiserne Stunden- und eine Viertelstundenglocke. Inzwischen wurden sie durch eine historische Bronzeglocke (Stunde, d´) und einen Bronzeneuguß (Viertelstunde, d´´) ersetzt.
In einem 1535 fertiggestellten zweigeschossigen Anbau an der Nordseite des Chores befindet sich ebenerdig die Sakristei und in der ersten Etage ein Raum, in dem bis 1841 bzw. 1844 und dann wieder von 1905 bis 1969 die Bücher der Marktkirchenbibliothek aufbewahrt wurden.

## Ausstattung
Die Kirche beherbergt einen bedeutenden spätromanischen Fensterzyklus mit Szenen aus dem Leben der Hl. Cosmas und Damian. Es handelt sich um ein Meisterwerk der deutschen Glasmalerei und ist der älteste erhaltene Zyklus mit Darstellungen aus dem Leben der beiden Heiligen überhaupt. Die Fenster entstanden um das Jahr 1250. Ursprünglich dürften sie sich in einem der beiden seitlichen Mittelfenster des ursprünglichen romanischen Chors befunden haben, der 1300 abgetragen wurde. Heute hängen die Fenster am Ort der ehemaligen romanischen Nordapsis. Sie zeigen maßgeblich das Martyrium der beiden Heiligen.
Den Barockaltar schuf der Osteroder Bildschnitzer Andreas Gröber 1659.
Im Altarraum befinden sich Glasfenster des Künstlers Johannes Schreiter, entstanden 1992–2003.
Das Uhrwerk der Turmuhr stammt von der Turmuhrenfabrik und Glockengießerei des Uhrmachers Johann Friedrich Weule von 1848.

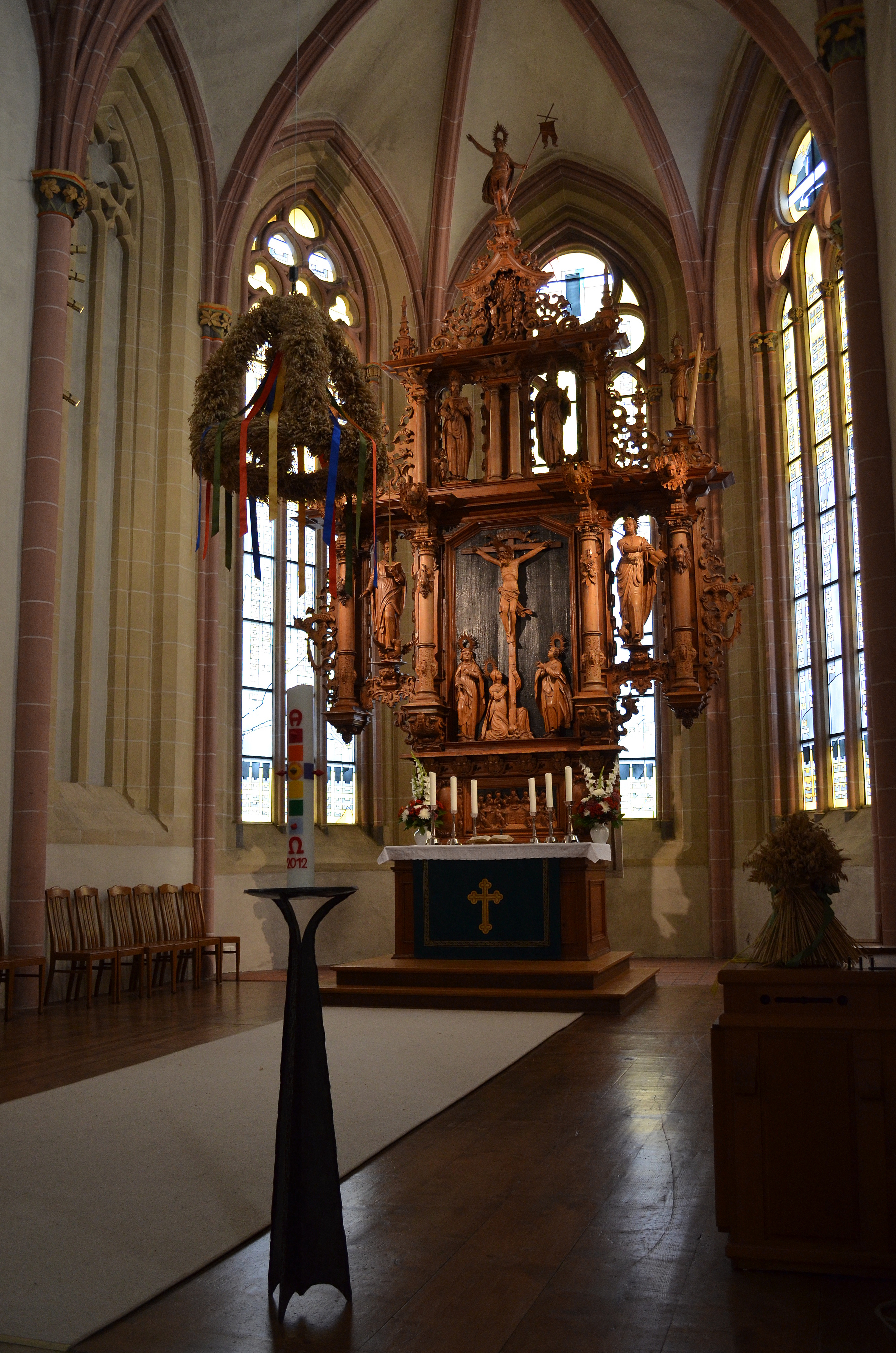
Chorraum mit Hauptaltar
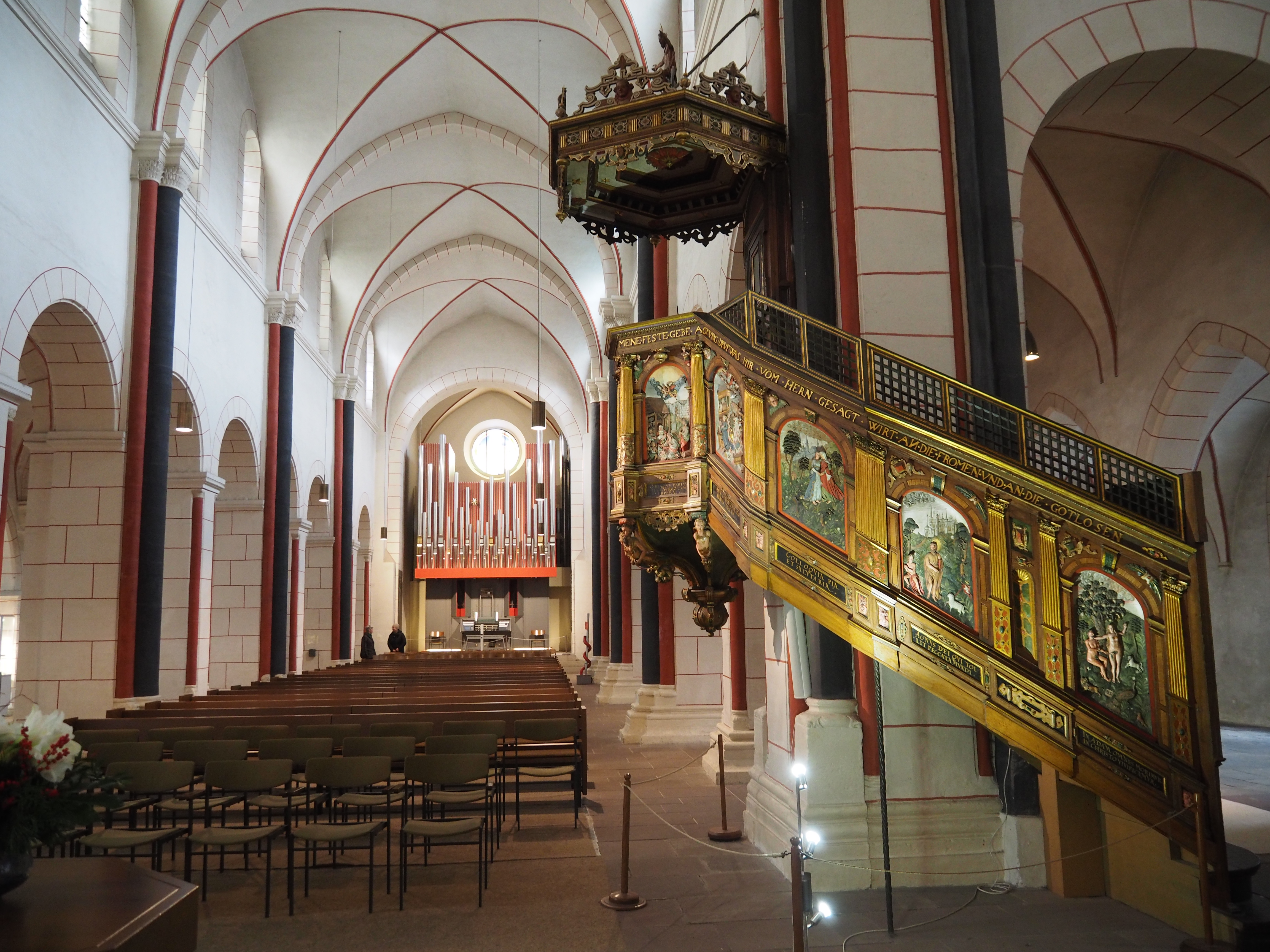
Innenraum mit Renaissance-Kanzel (1581, Hans Seek) und Orgel
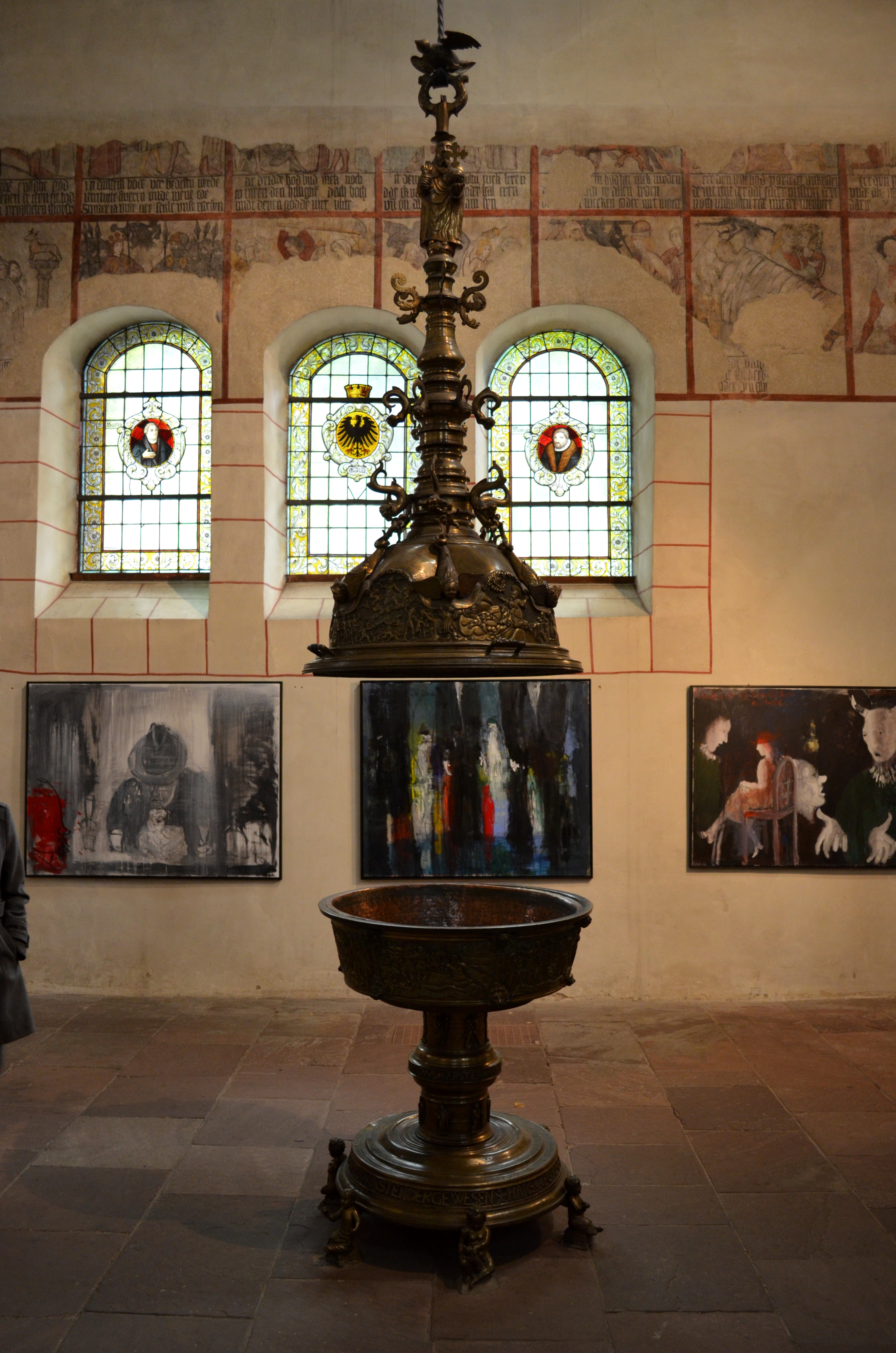
Taufbecken (1573, Margnus Karsten)
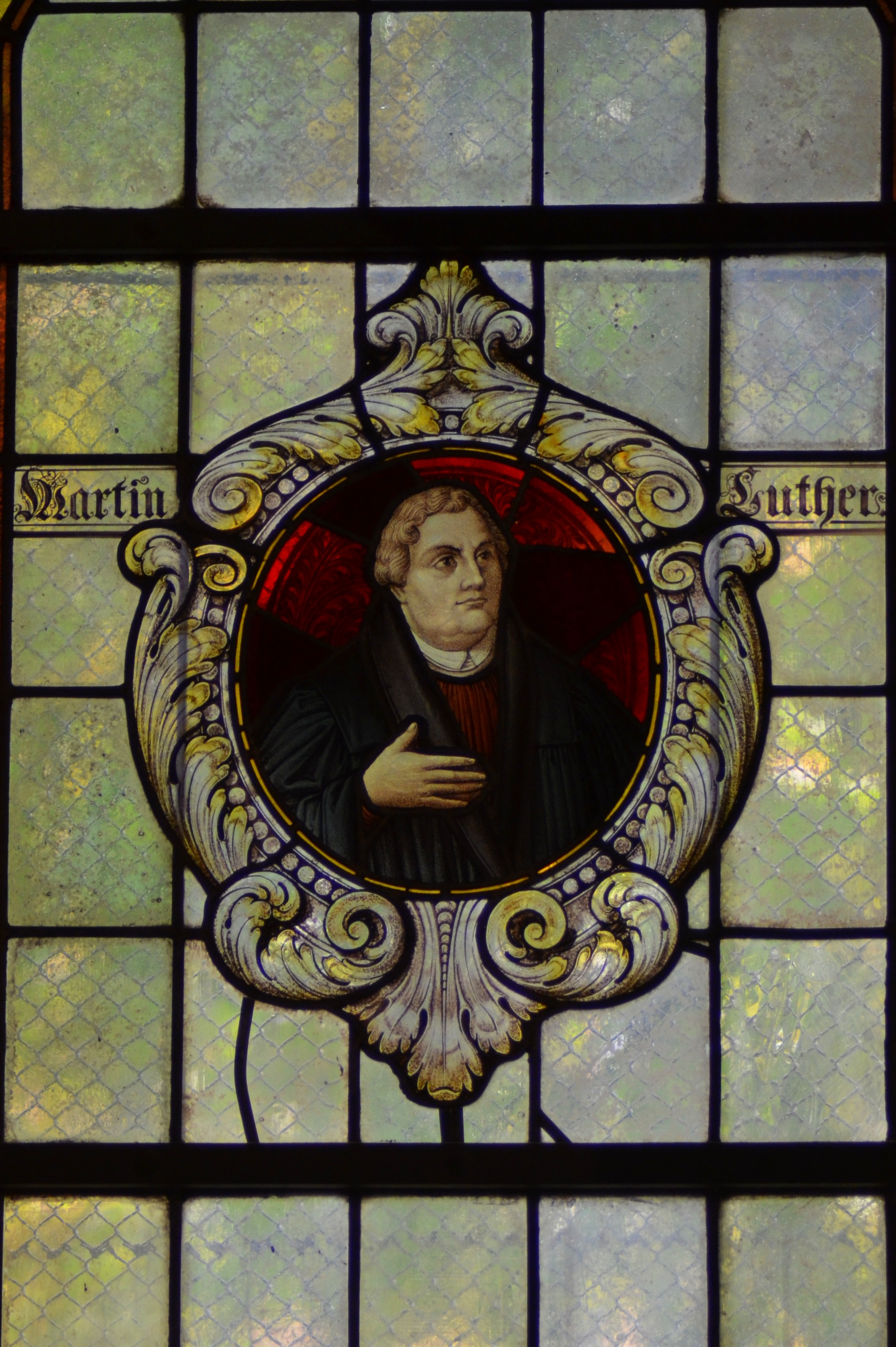
Martin-Luther-Fenster
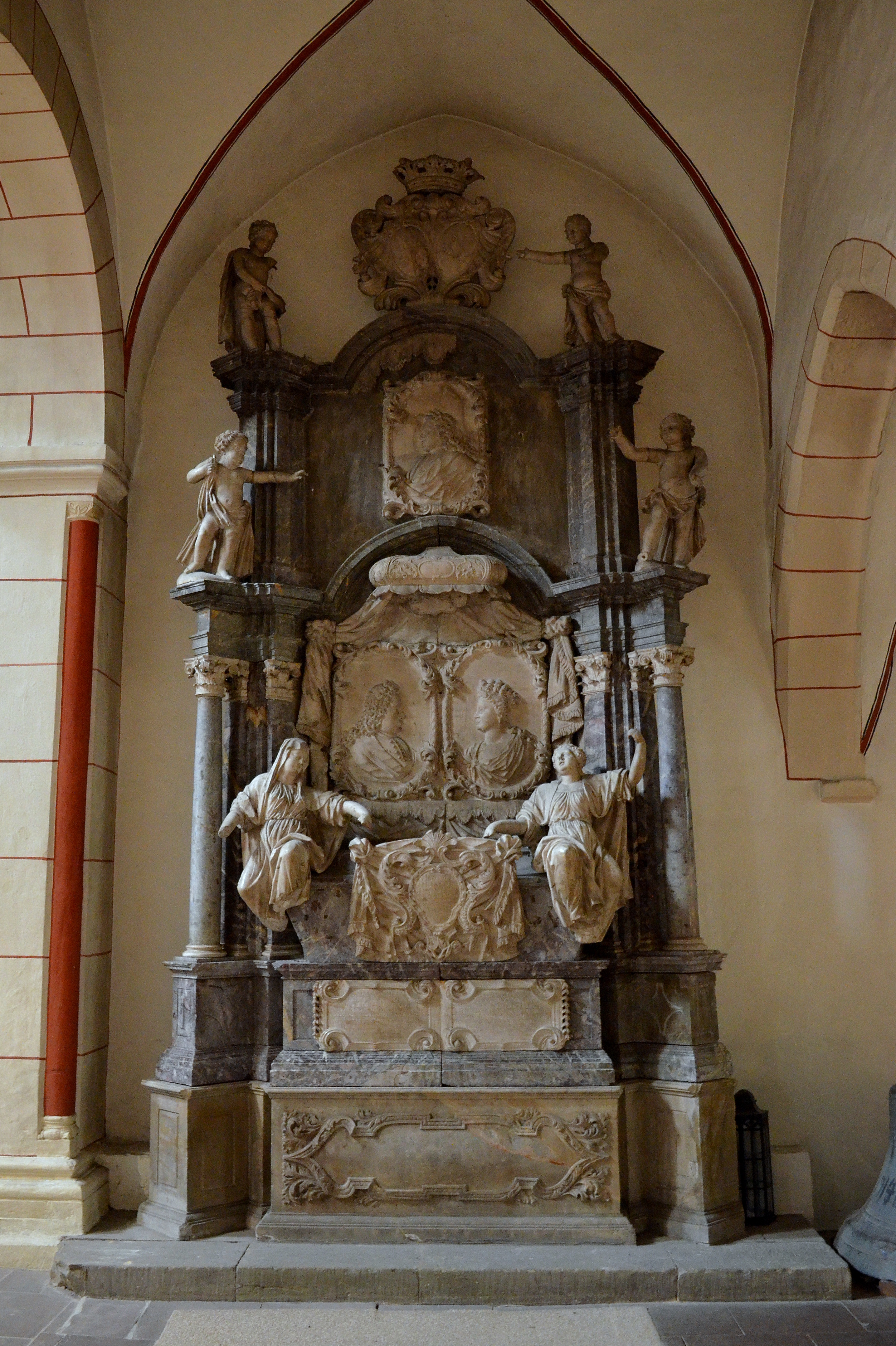
Epitaph
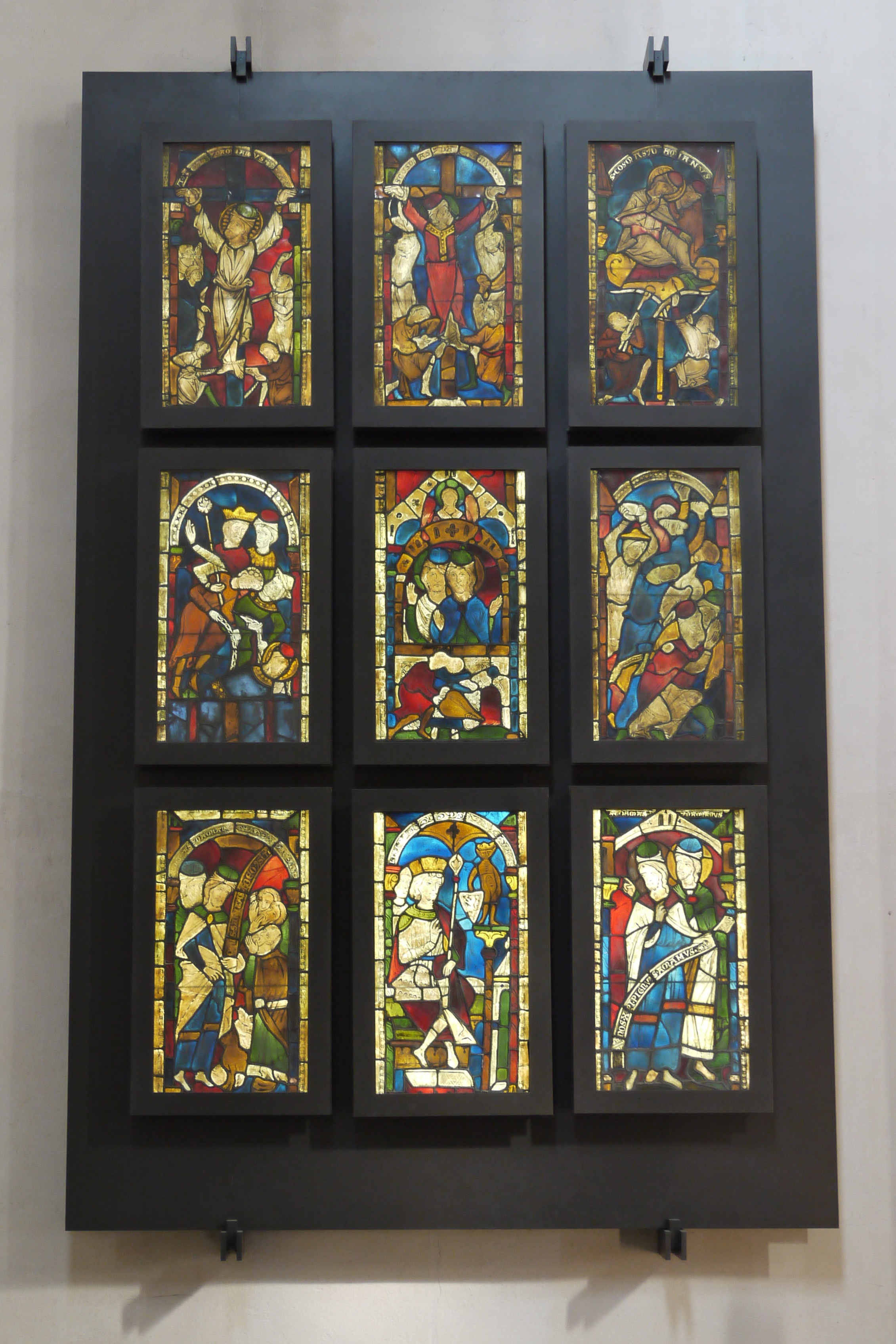
Fenster mit Szenen aus dem Leben der Heiligen Cosmas und Damian
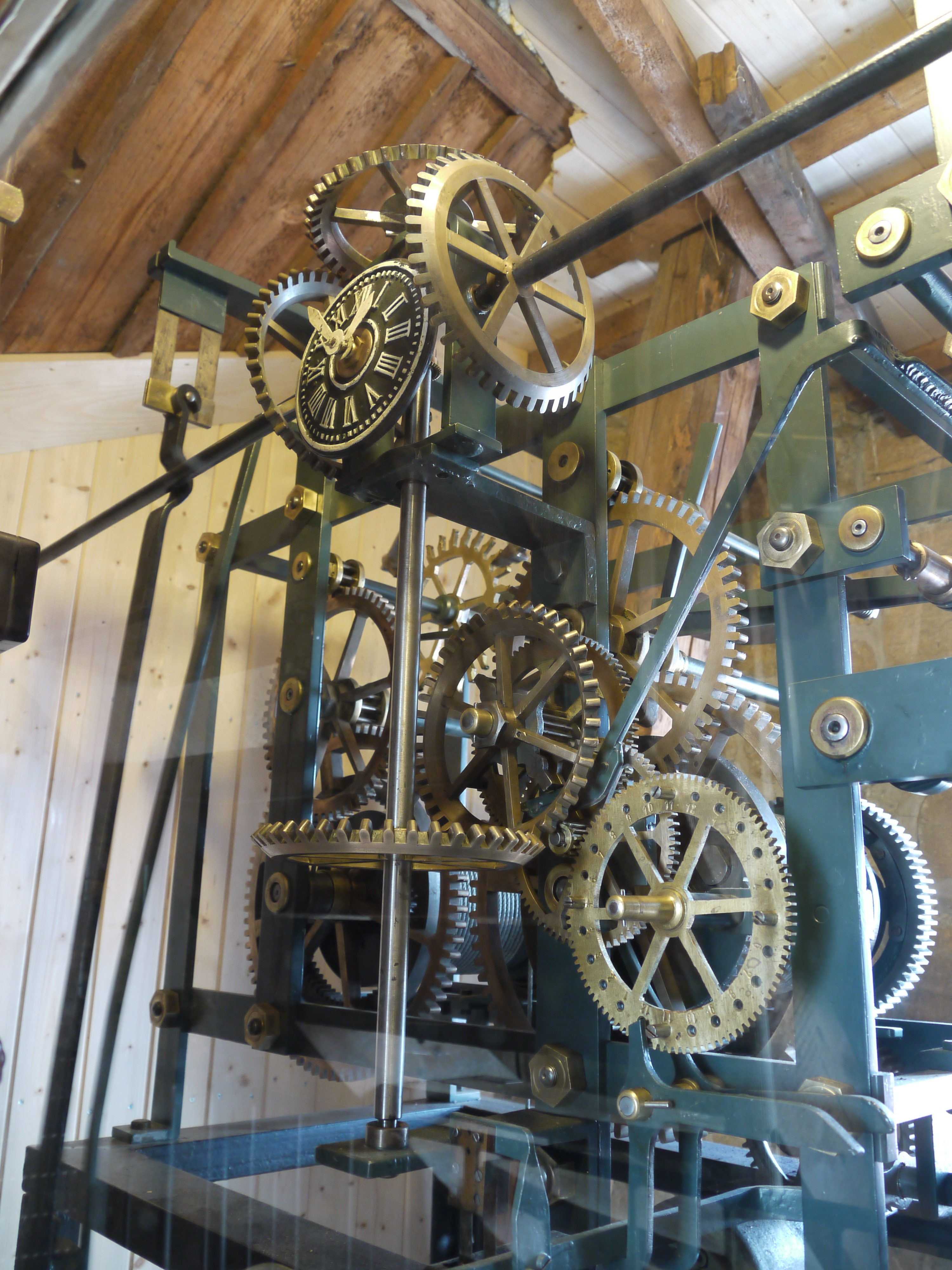
Weule-Uhrwerk der Turmuhr von 1848 (im Aufgang zum Nordturm)
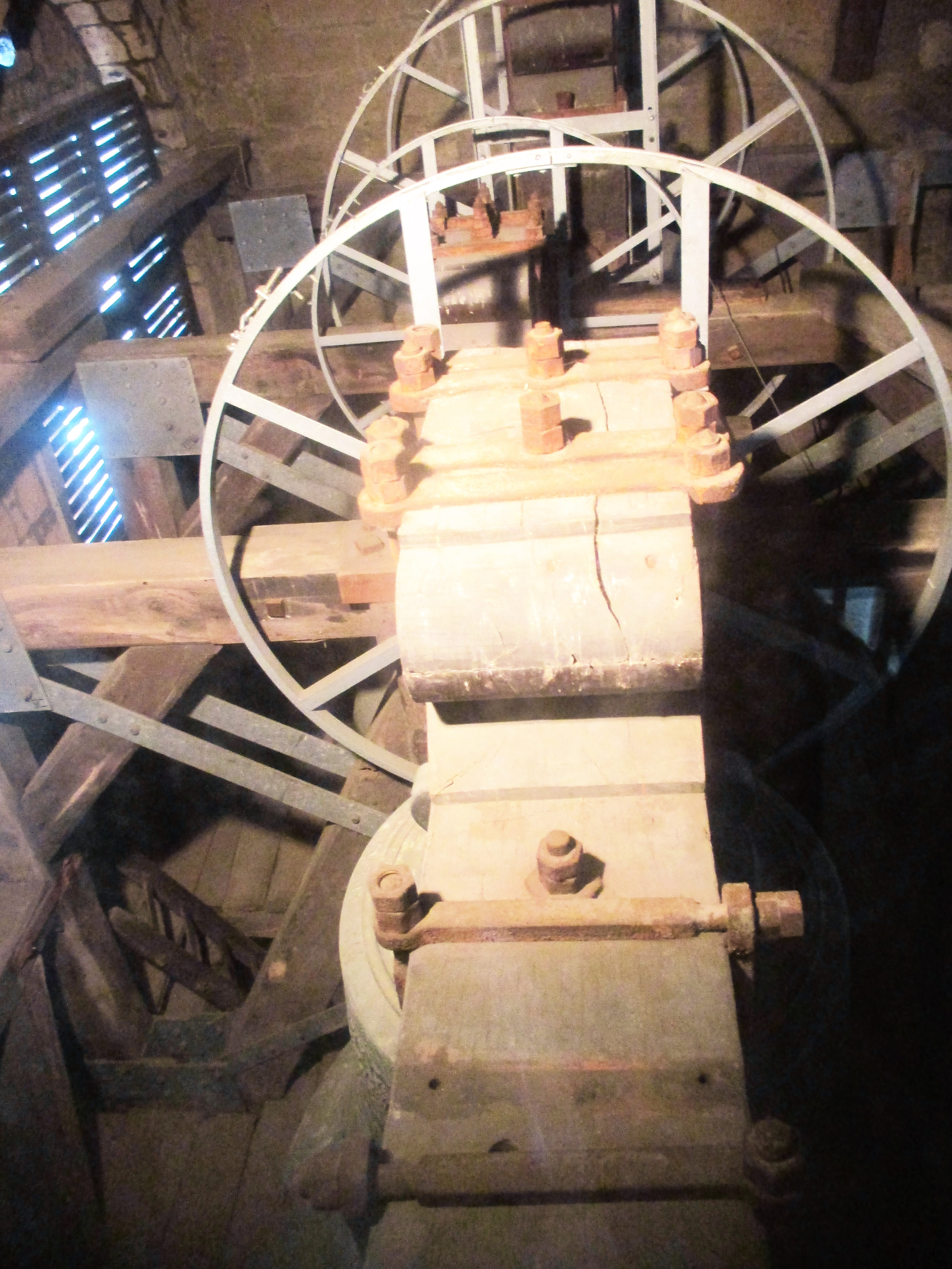
Glockenstuhl im Querriegel

### Orgel

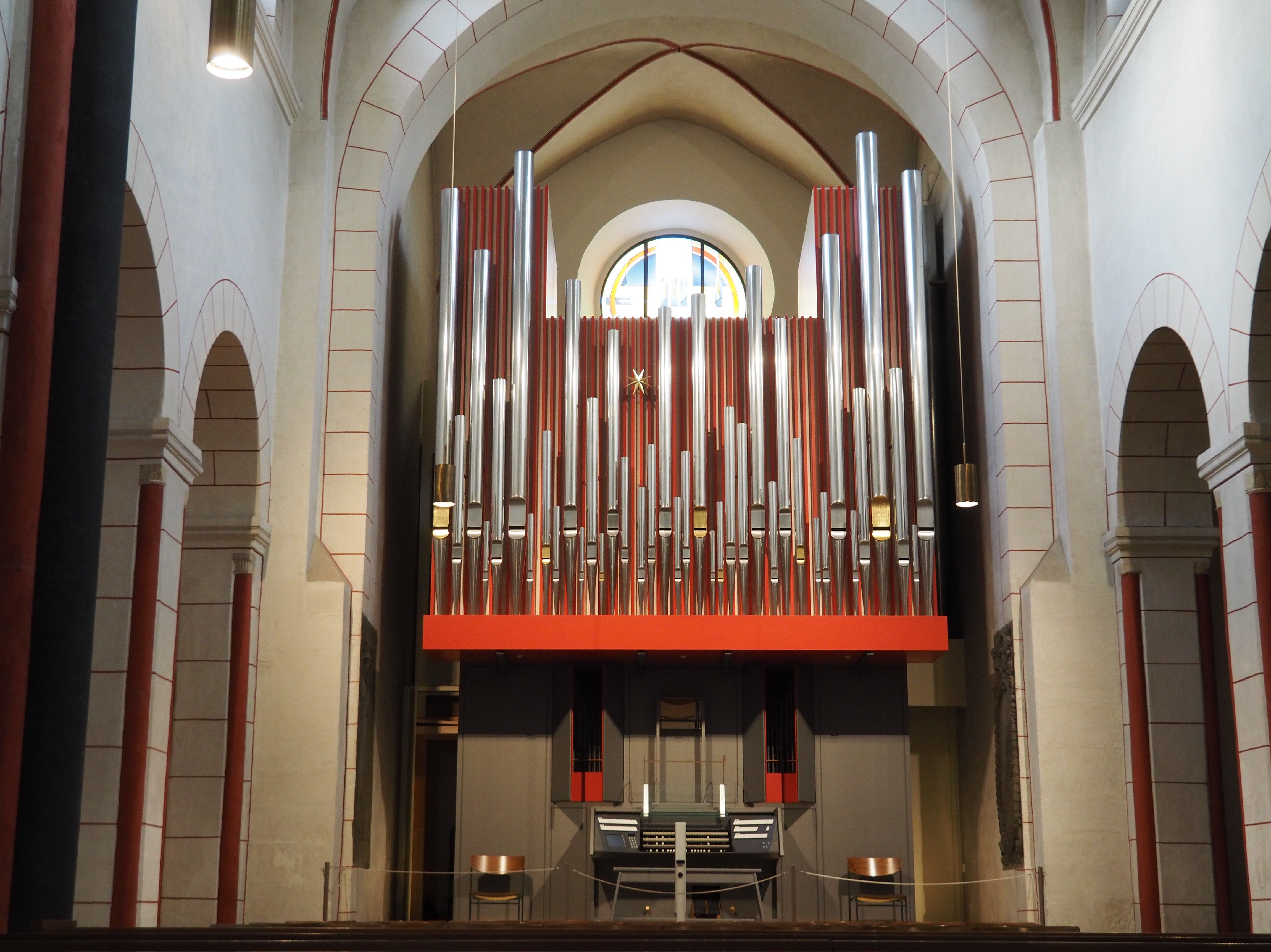
Schuke/Späth-Orgel

Die erste große Orgel dieser Kirche errichtete Caspar Sperling 1721; sie besaß 46 Register auf drei Manualen und Pedal. Nach mehreren Umbauten wurde dieses Instrument abgelöst durch eine neue Orgel von Johann Andreas Engelhardt mit drei Manualen und 45 Registern, die 1850 fertiggestellt wurde. Emil Hammer erweiterte sie 1940 um ein Rückpositiv.
Die Engelhardt-Orgel wurde 1970 abgelöst durch eine neue Orgel von dem Orgelbauer Karl Schuke. Sie besaß zunächst drei Manuale und 37 Register. 2012 wurde sie durch Freiburger Orgelbau Hartwig und Tilmann Späth umgebaut, renoviert und erweitert. Das Instrument erhielt ein neues Gehäuse, das im Mittelteil niedriger ist und den Blick auf die große Fensterrosette dahinter frei gibt. Die technische Anlage wurde erneuert, die einzelnen Werke neu angeordnet. Hinter der Orgel wurde ein Schwellwerk als Auxiliarwerk (Turmwerk) mit 14 Registern eingebaut. Die Disposition der vorhandenen Manualwerke (Hauptwerk, Oberwerk) und des Pedals wurde um insgesamt 7 Register erweitert. Die Orgel hat heute 58 Register, verteilt auf drei Manuale, ein Auxiliar-Schwellwerk und das Pedal.
| I Hauptwerk C–g3 |         |     |
| Prinzipal        | 16′     | (S) |
| Bordun           | 16′     |     |
| Oktave           | 08′     |     |
| Konzertflöte     | 08′     | (S) |
| Violoncello      | 08′     | (S) |
| Koppelflöte      | 08′     |     |
| Oktave           | 04′     |     |
| Gemshorn         | 04′     |     |
| Nasat            | 02 ⁄3′0 |     |
| Oktave           | 02′     |     |
| Cornett III–V 0  | 08′     | (S) |
| Mixtur V-VI      | 01 ⁄3′  |     |
| Trompete         | 16′     | (S) |
| Trompete         | 08′     |     |

| II Oberwerk C–g3  |         |     |
| Gedackt           | 08′     |     |
| Salicional        | 08′     | (S) |
| Prinzipal         | 04′     |     |
| Rohrflöte         | 04′     |     |
| Sesquialtera II 0 | 02 ⁄3′0 |     |
| Oktave            | 02′     |     |
| Waldflöte         | 02′     |     |
| Quinte            | 01 ⁄3′  |     |
| Scharf IV         | 01′     |     |
| Rankett           | 16′     |     |
| Trichterregal     | 08′     |     |
| Tremulant         |         |     |

| III Brustwerk C–g3 |          |
| Holzgedackt        | 08′      |
| Blockflöte         | 04′      |
| Prinzipal          | 02′      |
| Sifflöte           | 01′      |
| Terzian II         | 01 3⁄5′0 |
| Zimbel III         | 01⁄2′    |
| Krummhorn          | 08′      |
| Tremulant          |          |

| Schwellwerk (Auxiliar) C–g3 |         |      |
| Geigenprinzipal             | 08′     | (S)  |
| Traversflöte                | 08′     | (S)  |
| Nachthorn                   | 08′     | (S)  |
| Gambe                       | 08′     | (S)  |
| Vox coelestis               | 08′     | (S)  |
| Fugara                      | 04′     | (S)  |
| Flöte                       | 04′     | (S)  |
| Nazard                      | 02 ⁄3′  | (S)0 |
| Schweizerpfeife             | 02′     | (S)  |
| Terz                        | 01 3⁄5′ | (S)  |
| Mixtur III–IV               | 02 ⁄3′  | (S)  |
| Trompette harmonique 0      | 08′     | (S)  |
| Oboe                        | 08′     | (S)  |
| Clarine                     | 04′     | (S)  |
| Tremulant                   |         | (S)  |

| Pedal C–f1  |     |     |
| Untersatz   | 32′ | (S) |
| Prinzipal   | 16′ |     |
| Subbass     | 16′ |     |
| Oktave      | 08′ |     |
| Gedackt     | 08′ |     |
| Oktave      | 04′ |     |
| Pommer      | 04′ |     |
| Nachthorn 0 | 02′ |     |
| Mixtur V    | 02′ |     |
| Posaune     | 16′ |     |
| Trompete    | 08′ |     |
| Schalmei    | 04′ |     |

- Koppeln: II/I, III/I, III/II, I/P, II/P, III/P, Aux/I, Aux/II, Aux/III, Aux/P
- Anmerkung

(S) = nachträglich hinzugefügtes Register (Späth, 2012)

## Bibliothek der Marktkirche
Die Anfänge der Marktkirchenbibliothek lassen sich nicht genau datieren, liegen aber vor 1530. Die Bibliothek besitzt heute etwa 4.000 Werke mit einem Schwerpunkt auf theologischer Literatur sowie ein 1.200 Exemplare umfassendes Gesangbucharchiv. Bemerkenswert ist die Büchersammlung einerseits durch ihren reichhaltigen Bestand an Reformationsschriften, die als Schenkung des Halberstädter Klerikers Andreas Gronewalt um 1535 nach Goslar kamen, und andererseits durch ihren 115 Bände umfassenden Inkunabelbestand.
Eine 1559 vorgenommene Verzeichnung der Bestände der Marktkirchenbibliothek erfasste 282 Bände. Ein Großteil, geschätzt 216, stammten aus dem Besitz Gronewalts. 31 Bände hatten eine Goslarer Provenienz und kamen aus aufgelösten Klöstern oder waren Geschenke Goslarer Bürger. Da viele schmale Einzelwerke in Sammelbänden zusammen gebunden waren, war ein Mehrfaches an Titeln vorhanden. Im Laufe der Jahrhunderte sind Bände abhandengekommen. Heute ist der Verbleib von 52 Bänden, die 1559 vorhanden waren, unbekannt. Gleichzeitig wurden aber im Laufe der Jahrhunderte auch immer wieder Bücher erworben oder geschenkt, so 1936 die rund 1000 Bände umfassende Sammlung Both.
Das 1896 durch den Goslarer Gymnasialprofessor Uvo Hölscher veröffentlichte Verzeichnis der lateinischen Werke der Bibliothek liegt gedruckt vor, ebenfalls der erste vollständige Katalog der Bibliothek von 1911. Er enthält 1479 Titel sowie Teile der Gesangbuchsammlung. Im Zuge der Beschreibung der historischen Buchbestände in deutschen Bibliotheken wurde auch die Marktkirchenbibliothek beschrieben.
Aufbewahrt wurde die Bibliothek bis 1841 oder 1844 und dann wieder von 1905 bis 1969 in einem 1535 fertiggestellten zweigeschossigen Anbau an der Nordseite des Chores der Marktkirche, in dem sich ebenerdig die Sakristei und in der ersten Etage ein geschützter, trockener Raum für die Bücher der Marktkirchenbibliothek befindet. Ab 1969 standen die Bände unter konservatorisch ungünstigen Bedingungen im Gemeindehof 8. Seit Dezember 2021 befindet sich der historisch wertvollste Teil in einem Schauraum im Goslarer Kulturmarktplatz.